# Ponir
Ponir (cyr. Понир) – wieś w Bośni i Hercegowinie, w Republice Serbskiej, w mieście Banja Luka. W 2013 roku liczyła 14 mieszkańców.